# Francis Henry Goldsmid

Sir Francis Henry Goldsmid

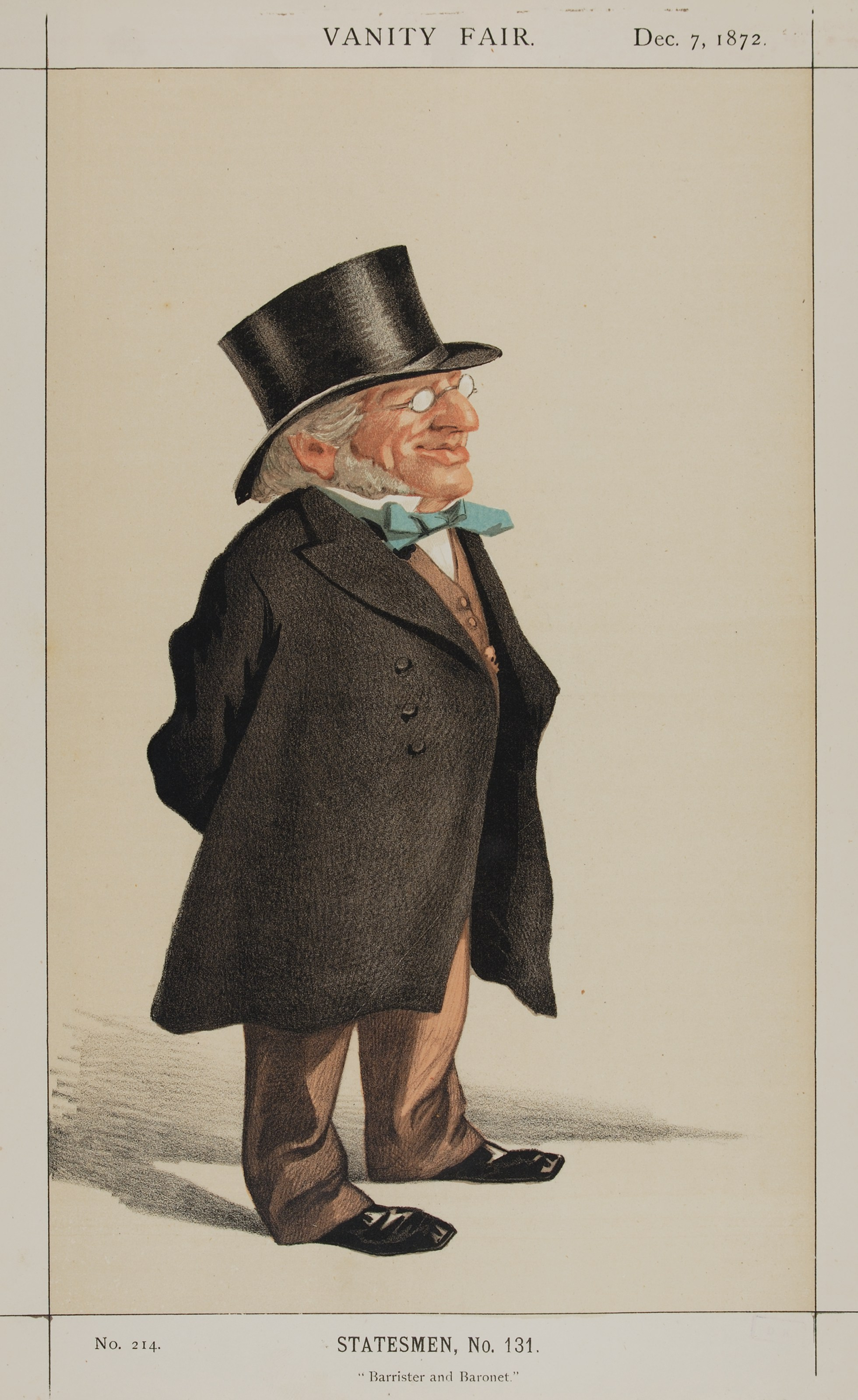
Karikatur von Francis Goldsmid in Vanity Fair, 7. Dezember 1872

Sir Francis Henry Goldsmid, 2. Baronet (* 1. Mai 1808 in London; † 2. Mai 1878 ebenda) war ein englischer Politiker.

## Leben
Geboren 1808 in eine prominente englisch-jüdische Familie im Londoner Stadtteil Spitalfields, erhielt Francis Henry Goldsmid eine Ausbildung durch Privatlehrer im elterlichen Haus. 1833 wurde er als erster Jude als Barrister zugelassen. 1859 erbte er den väterlichen Adelstitel eines Baronet und wurde 1860 bei einer Nachwahl Abgeordneter des Britischen Parlaments für den Wahlbezirk Reading. Goldsmid sorgte für die Gründung der Jews Free School in London. 
Goldsmid starb am 2. Mai 1878 infolge eines Unfalls. An der Waterloo Station geriet er beim Aussteigen aus dem langsam einfahrenden Zug zwischen Gleis und Waggon und erlitt schwere Verletzungen, an denen er kurz nach seiner Einlieferung in das St. Thomas' Hospital verstarb.

## Familie
Francis Henry Goldsmid war der älteste Sohn von Isaac Lyon Goldsmid, dem Seniorpartner des Londoner Edelmetallbrokers „Mocatta & Goldsmid“, und dessen Cousine Isabel Goldsmid (1788–1860). 
Sein jüngerer Bruder war der englische Politiker Frederick David Goldsmid (1812–1866). Dieser war liberaler Abgeordneter des Britischen Parlaments für den Wahlbezirk Honiton und Erbe des väterlichen Anwesens Somerhill House. Dessen Tochter Mary Ada Goldsmid (1836–1905) heiratete 1856 den Mitinhaber von „Mocatta & Goldsmid“ Frederick David Mocatta (1828–1905).
Francis Henry Goldsmid heiratete 1839 seine Cousine Louisa Sophia Goldsmid (1819–1908). Da die Ehe kinderlos blieb, ging der Baronet-Titel nach seinem Tod auf seinen Neffen Julian Goldsmid über. 

## Schriften
- Remarks on the civil disabilities of British Jews. Colburn and Bentley, 1830
- The arguments advanced against the enfranchisement of the Jews, considered in a series of letters. 1831
- A scheme of peerage reform, with reasons for the scheme. Relfe and Fletcher, 1835
- Reply to the arguments advanced against the removal of the remaining disabilities of the Jews. J. Murray, 1848